# Lynck
Lynck est un hameau français, située dans le département du Nord. Il est divisé entre cinq communes : Cappelle-Brouck, Eringhem, Looberghe, Merckeghem et Millam, et sur les cantons de Bergues, Bourbourg et de Wormhout.

## Toponymie
857 : Lonastigahem (Lynck ou Lossenaere).

## Histoire

### Antiquité
Des antiquités romaines ont été retrouvées à Lynck.

### Période moderne
Au XVIIe siècle, en 1644, les Espagnols alors maîtres de la région avant que la France ne s'en empare (guerres de Louis XIV) ont construit un fort à Lynck qui constitua un de leurs appuis en Flandre maritime. Il s'agissait d'une tentative de protégerle canal de la Colme des avancées françaises. Les Français ont pris Gravelines en 1644, en 1645, ils investissent le fort de Mardyck puis le 23 juillet le fort de Lynck. En 1651, les Espagnols profitent que les Français sont affaiblis par la Fronde pour reprendre al région dont le fort de Lynck.
Alors que toute la châtellenie de Bourbourg et Gravelines sont devenues françaises par le traité des Pyrénées en 1659, le fort est resté espagnol jusqu'en 1673, de même que Bergues jusqu'en 1668 (Traité d'Aix-la-Chapelle) et Saint-Omer, jusqu'en 1678 (Traités de Nimègue). La garnison du fort a plusieurs fois provoqué des incidents dans les environs de Bourbourg pendant cette période en réquisitionnant des denrées pour nourrir ses troupes, en provoquant des escarmouches. En 1673, le maréchal d'Humières prend le fort pour la France après avoir conquis Aire-sur-la-Lys. La France fait d'abord fortifier le fort avant de le démanteler après la paix de 1678.

## Période contemporaine

### Révolution française
En août 1793, dans le cadre de la bataille d'Hondschoote et du siège de Dunkerque, des troupes françaises ont cantonné à Looberghe (quartier général à Bourbourg, et troupes stationnées à Watten, Looberghe, Lynck, Brouckerque, Spycker, Coppenaxfort, Mardyck, Dunkerque). Le 30 août 1793, l'ennemi (les troupes du duc d'Yorck et du Maréchal Wilhelm von Freytag) ont tenté de passer la Colme à Looberghe (de même qu'à GrandMillebrugghe). À Looberghe, les français ont réussi à les repousser.
Le 5 septembre 1793, l'ennemi avance à nouveau le long de la Colme, les postes français du pont de Looberghe et de l'écluse de Lynck se replient. L'attaque française de l'armée du Nord du 6 septembre, prélude à la victoire d'Hondschoote, fait reculer l'ennemi.

### Première guerre mondiale
En 1917, pendant la première guerre mondiale, Lynck est en arrière du front qui part de Nieuport, suit l'Yser puis va vers les monts des Flandres.
Au début mai 1917, les troupes anglaises comptent un poste d'artillerie contre avions à Spycker, un autre à Looberghe-Lynck, un poste de projecteurs photo-électriques à Brouckerque et un autre à Pitgam, ainsi qu'un poste de guet à Pitgam.
Le 6 septembre 1917, vers 12 heures, un avion ennemi a survolé la région de Lynck. Un obus anglais, d'une batterie anti-aérienne, a éclaté sur la route de Looberghe à Watten, à environ deux cents mètres au sud-ouest de Lynck, blessant un civil à la nuque et  à la jambe, sans gravité. Il a été soigné par un médecin major français.